# 皮斯基 (巴什坦卡區)
47°20′48″N 32°15′15″E / 47.34667°N 32.25417°E
皮斯基（烏克蘭語：Піски），是烏克蘭南部的村莊，隸屬尼古拉耶夫州的巴什坦卡區。該村始建於1782年，面積1.22平方公里，海拔高度12米，2001年人口960，人口密度每平方公里786.89人。